# Halsbandsglada
Halsbandsglada (Leptodon forbesi) är en starkt hotad fågel i familjen hökar som enbart förekommer i ett litet område i Brasilien.

## Utseende och läten
Halsbandsgladan är en stor (50 cm) tvåfärgad glada. Huvudet är mestadels vitt, på hjässan och huvudsidorna pärlgrå men detta är svårt att se i fält. Ovansidan är svartaktig med vita fjäderspetsar på skapularerna, armpennorna och inre handpennorna. Undersidan är vit, liksom täckarna och framkanten på undersidan av vingen. Stjärten är askvit med ett svart subterminalt band och vit spets.
Arten är mycket lik nära släktingen gråhuvad glada, men skiljer sig på det vita på huvudet och vingundersidorna. Ung gråhuvad glada av ljus fas är brunare ovan, har svart hjässa och saknar vita spetsar på ovansidans fjädrar. Lätet beskrivs som en serie med korta "kua-kua-kua-kua".

## Utbredning och systematik
Fågeln är endemisk för Pernambuco och Alagoas, ett mindre område i nordöstra Brasilien. Den ansågs tidigare utgöra en form av gråhuvad glada men urskiljs numera allmänt som egen art efter morfologiska studier.

### Släktskap
Halsbandsgladan tillhör en grupp med rovfåglar som även inkluderar bivråkar i Pernis och Henicopernis, bazor, amerikanska gladorna i Chondrohierax, australiska gladorna i Lophoictinia och Hamirostra samt madagaskarörn.

## Status och hot
Halsbandsgladans kända bestånd är mycket litet, understigande 1000 vuxna individer. Den förekommer dessutom i områden där habitatförluster sker. Internationella naturvårdsunionen IUCN kategoriserar därför arten som starkt hotad.

## Namn
Fågelns vetenskapliga artnamn hedrar William Alexander Forbes (1855-1883), brittisk zoolog och samlare av specimen i tropiska Afrika och Brasilien.